# بتی وایت
بتی ماریون وایت لادن (انگلیسی: Betty Marion White Ludden)؛ (۱۷ ژانویهٔ ۱۹۲۲ – ۳۱ دسامبر ۲۰۲۱) بازیگر و کمدین آمریکایی بود. او از پیشگامان دورهٔ اولیهٔ تلویزیون بود و با بیش از هفت دهه فعالیت حرفه‌ای، برای کار در این صنعت شناخته می‌شد. وایت اغلب به عنوان «بانوی اول تلویزیون» شناخته می‌شود؛ این عنوان برای مستندی در سال ۲۰۱۸ به‌کار رفت که جزئیات زندگی و حرفه او را شرح می‌دهد.
بتی وایت در دوران رکود بزرگ در آمریکا به همراه خانواده از ایلینوی به لس آنجلس کوچ کرد.  و در اواخر دهه ۱۹۳۰ کار خود را به عنوان بازیگر آغاز کرد. او کار هنری خود را در دوران جنگ جهانی دوم به دلیل فعالیت در یک سازمان خیریه به تعویق انداخت. اما پس از جنگ، کار هنری را با مجری‌گری یک برنامه رادیویی و حضور در برنامه‌های تلویزیونی هالیوود از سر گرفت.
بتی وایت دارندهٔ رکوردهای جهانی گینس برای بیشترین مدت زمان فعالیت در زمینهٔ تلویزیون بود. وایت هشت جایزه امی در بخش‌های گوناگون، سه جایزه کمدی آمریکا، سه جایزه انجمن بازیگران فیلم و یک جایزه گرمی دریافت کرد. ستاره‌ای با نام او در پیاده‌روی مشاهیر هالیوود ثبت شده و در سال ۱۹۹۵ عضو تالار مشاهیر تلویزیون بود.
وایت برای بازی در سریال دختران زرین شناخته می‌شد. او دو هفته پیش از رسیدن به سن ۱۰۰ سالگی و تنها یک روز مانده به سال نو میلادی درگذشت. از فیلم‌های معروف او می‌توان به مرد مقدس، تام سایر، پونیو روی صخره کنار دریا، خواستگاری، داستان ما، پایین آوردن خانه، دوباره تو و گویندگی در انیمیشنِ لوراکس اشاره کرد.

## فیلم‌شناسی

### سینما
- باران سخت (۱۹۹۸)
- دنیس تهدید دوباره حمله می‌کند (۱۹۹۸)
- مرد مقدس (۱۹۹۸)
- دریاچه وحشت (۱۹۹۹)
- داستان ما (۱۹۹۹)
- تام سایر (۲۰۰۰)
- پایین آوردن خانه (۲۰۰۰)
- پونیو روی صخره کنار دریا (۲۰۰۸)
- عشق و رقص (۲۰۰۸)
- خواستگاری (۲۰۰۹)
- دوباره تو (۲۰۱۰)
- لوراکس (۲۰۱۰)
- داستان اسباب‌بازی ۴ (۲۰۱۹)

### تلویزیون
- دختران زرین (۱۹۸۵-۱۹۹۲)
- سانتا باربارا (۱۹۸۸)
- دنیایی دیگر (۱۹۸۸)
- روزهای زندگی ما (۱۹۸۸)
- الی مک‌بل (۱۹۹۹)
- پادشاه تپه (۱۹۹۹)
- سیمپسون‌ها (۲۰۰۰)
- الن‌شو (۲۰۰۱)
- چشم، عزیزم (۲۰۰۲)
- مشیت (۲۰۰۲)
- نمایش دهه ۷۰ (۲۰۰۲-۲۰۰۳)
- دنیای مالکوم (۲۰۰۴)
- جویی (۲۰۰۵)
- بوستون لیگال (۲۰۰۵-۲۰۰۸)
- نام من ارل است (۲۰۰۶)
- فمیلی گای (۲۰۰۶)
- جسور و زیبا (۲۰۰۶-۲۰۰۹)
- بتی بی‌ریخته (۲۰۰۷)
- ۳۰ راک (۲۰۰۹)
- پخش زنده شنبه شب (۲۰۱۰ و ۲۰۱۵)
- اجتماع (۲۰۱۰)
- جذابان کلیولند (۲۰۱۰-۲۰۱۵)
- استخوان‌ها (۲۰۱۵-۲۰۱۷)
- باب‌اسفنجی شلوارمکعبی (۲۰۱۶)
- جوان و مشتاق (۲۰۱۷)
- فورکی سوال می‌پرسد (۲۰۱۹)